# Sylviane Félix
Sylviane Félix, född den 31 oktober 1977 i Créteil i Frankrike, är en före detta friidrottare som tävlade under 1990-talet och 2000-talet.
Félix största meriter som friidrottare kom som en del av det franska stafettlag över 4 x 100 meter som var framgångsrika under 1990-talet och 2000-talet. Den stora höjdpunkten var guldet på hemmaplan vid VM 2003 i Paris. Tillsammans med Christine Arron, Muriel Hurtis och Patricia Girard slog man USA med fem hundradelar. Ytterligare en stor merit var det olympiska bronset vid Olympiska sommarspelen 2004 då tillsammans med Véronique Mang, Arron och Hurtis. Den gången fick de se sig besegrade av Jamaica och Ryssland.
Individuellt var hon i final på 200 meter vid VM 1997 då hon slutade åtta. Vid EM 2002 slutade hon på en fjärde plats och vid EM 2006 blev hon femma på 200 meter och sjua på 100 meter. Vid OS 2004 blev hon utslagen i semifinalen på 200 meter. 

## Personliga rekord
- 60 meter - 7,19
- 100 meter - 11,15
- 200 meter - 22,56